# バンサー駅
バンサー駅 （バンサーえき、マレー語:Stesen Bangsar）は、マレーシアのクアラルンプールにある、ラピドKLクラナ・ジャヤ線の駅である｡

## 概要
駅舎は高層化され、バンサー通り (Jalan Bangsar) の上にある。

## 歴史
- 1998年9月1日開業

## 駅構造
相対式ホーム2面2線をもつ高架駅である。

## 駅周辺
- バンサー通り
- バンサー・ヴィレッジ (Bangsar Village)…ショッピングモール
- ミッドバレーメガモール